# جمعية علماء الرياضيات الألمانية
الجمعية الألمانية لعلماء الرياضيات (بالألمانية: Deutsche Mathematiker-Vereinigung، وتختصر إلى: DMV) هي الجمعية الرئيسية التي تجمع علماء الرياضيات الألمان. يصدر عنها سنويًا تقرير عنوانه «التقرير السنوي للجمعية الألمانية لعلماء الرياضيات» (بالألمانية: Jahresbericht der DMV).
أُسست الجمعية في 18 سبتمبر 1890، وكان أول رئيس لها هو جورج كانتور، الذي ما زالت الجمعية تمنح ميدالية تحمل اسمه.

## وصلات خارجية
- الموقع الرسمي للجمعية (بالألمانية)